# Haplosomoides mauliki
Haplosomoides mauliki es una especie de insecto coleóptero de la familia Chrysomelidae.
Fue descrita científicamente en 1962 por Lopatin.